# Ptychohyla spinipollex
Ptychohyla spinipollex és una espècie de granota que es troba a Hondures.
Està amenaçada d'extinció per la pèrdua del seu hàbitat natural.